# Crocus serotinus
Crocus serotinus là một loài thực vật có hoa trong họ Diên vĩ. Loài này được Salisb. miêu tả khoa học đầu tiên năm 1806.